# Musselburgh
Musselburgh is een plaats (town) ongeveer 10 kilometer ten oosten van Edinburgh in de Schotse lieutenancy East Lothian in het gelijknamige raadsgebied East Lothian met ongeveer 21.000 inwoners. De naam Musselburgh verwijst naar het feit dat deze plaats tot de vroege 20ste eeuw een centrum voor de mosselkweek was. Door Musselburgh stroomt de Esk, die hier in de Firth of Forth uitmondt. Het gedeelte in het noordwesten, dat aan het grondgebied van Edinburgh grenst, heet Fisherrow; ten zuiden van de Esk ligt het gehucht Inveresk. De bijnaam van Musselburgh is The Honest Toon. Bestuurlijk valt Musselburgh onder het East Lothian Council en wordt het door twee afgevaardigden in de districtsraad van East Lothian vertegenwoordigd.
In Inveresk zijn sporen van een Romeinse nederzetting aangetroffen. Musselburgh vormde in 1547 het strijdtoneel van de slag bij Pinkie Cleugh. Over de oude brug over de Esk rukte Charles Edward Stuart in 1745 op naar het zuiden, daags voor de slag bij Prestonpans.
Loretto School in Musselburgh, gesticht in 1827, is de oudste nog bestaande kostschool van Schotland. Het Brunton Theatre is eigendom van de stad en werd in 1971 geopend. Inveresk Lodge Garden is een tuin om het landhuis Inveresk Lodge en wordt beheerd door de National Trust for Scotland.
Om de 21 jaar wordt in Musselburgh een evenement gehouden waarbij ruiters in middeleeuws kostuum te paard door East Lothian trekken, de Riding of the Marches. Daarnaast vindt jaarlijks het Musselburgh Festival plaats, waarbij een jonge man en vrouw uit Musselburgh ceremonieel tot honest lad en honest lass worden uitverkoren. Musselburgh heeft een eigen museum, dat van de lente tot de herfst ieder weekend geopend is.

## Geboren in Musselburgh
- David Milne (1763-1845), admiraal
- Willie Park sr. (1833-1903), golfer
- Mungo Park (1836-1904), golfer
- Bob Ferguson (1846-1915), golfer
- Tom Dunn (1849-1902), golfer en golfbaanarchitect
- Peter Paxton (1857-1929), golfer
- Willie Campbell (1862-1900), golfer
- Willie Park jr. (1864-1925), golfer
- John McGlynn (1961), voetballer en voetbaltrainer
- Yvonne Murray (1964), atlete
- Gary Anderson (1970), darter
- Jason Holt (1993), voetballer

## Stedenband
- Champigny-sur-Marne (Frankrijk)
- Rosignano Marittimo (Italië)